# スカイポート
スカイポート（SkyPort）
1. スカイポート通信サービスは、株式会社スカイポートセンターが通信衛星経由で行っていた番組供給サービス。
2. スカイポートTVは、宇宙通信（現スカパーJSAT）が、通信衛星｢スーパーバードB｣により行っていたCSアナログ放送（受託放送事業）で、株式会社CSサービスセンターが運営していたプラットホーム名称。1992年4月から各チャンネルが順次放送開始、1998年9月30日をもって放送終了した。

1.は当初、既存のCATV向けコンテンツを個人向けに配信すべく事業化されたが、「放送にあたる恐れがある」とされたため、共同受信設備向けの番組配信事業として暫定運営していた。のちに通信衛星の一定のチャンネルで放送事業自体が認められた際、特に別法人を設立した上で、段階的に一部コンテンツが使用チャンネルを合わせる手法により、2.のチャンネルへ移行。放送用チャンネル数は、当初の3チャンネルから周波数割り当ての範囲で随時増加しつつも、両事業は並行して存続した。こうした経緯から、以下ではあわせて述べるものとする。

## 略史
- 1989年7月4日　SONY、三菱商事などの出資によりスカイポート・通信サービス部門のカスタマーセンター、「スカイポートセンター」設立。
- 1992年2月27日　宇宙通信、スーパーバードB打ち上げ。
- 1992年3月25日　スカイポート・放送サービス部門のカスタマーセンター、「CSサービスセンター」設立。
- 1992年4月～　2月4日に認定されたCS放送6チャンネルが、4月以降順次放送開始。
- 1992年6月～　CS-PCM放送6社18チャンネルが、6月以降順次放送開始。
- 1996年2月　デジタル放送プラットホーム「Sky-D」(スカイデジタル)設立を発表。企画会社も立ち上げ20ch程度の規模で放送開始予定だったが、事業化に至らず。
- 1997年12月1日　宇宙通信が打ち上げたスーパーバードCにより、CSデジタル放送ディレクTVが開局。
- 1998年9月30日　スカイポートTV、契約者へディレクTVのチューナーを無料配布して移行の上、放送サービスを終了。

※企業向け衛星通信、スカイポート「通信サービス」は現在も継続している。

## 放送サービス
スーパーバードBでは、23のチャンネル（トランスポンダ）のうち当初12.5GHz～12.75GHzの11チャンネル分が放送用の周波数に割り当てられ、かつ当面の放送はそのうちテレビ放送用として3チャンネルに、CS-PCM音声放送用として1チャンネル分（S-10）に、計4チャンネル分につき認められた。のちに12.25GHz～12.5GHz（S-12～S-23）も放送として使用可能になった。
ちなみに、テレビ放送は原則として水平偏波（1996年放送開始のザ・ゴルフ・チャンネルを除く）、CS-PCM音声放送は垂直偏波を使用していた（なお、CSバーンではテレビ放送が垂直偏波、CS-PCM放送が水平偏波を使用）。

### スカイポートTV
- S-1ch（5ch）　LET'S TRY（レッツトライ・ライフデザインチャンネル）→ホームチャンネル
  - 1993年11月1日　ミサワバン株式会社（2002年3月ミサワホームと合併）により「LET'S TRY」（番組制作会社は日本映像ネットワーク(JVSN)（現スーパーネットワーク））有料放送開始。
  - 1996年2月1日　ミサワ衛星放送株式会社により「ホームチャンネル」有料放送開始[1]。
- S-3ch（6ch）　スペースビジョンネットワーク→GAORA
  - 1990年4月1日　株式会社スペースビジョンネットワーク（SVN）により配信開始。
  - 1993年10月1日　チャンネル名を「GAORA」に変更、委託放送開始（同年11月1日有料放送開始）。
- S-5ch（7ch）　朝日ニュースター（現・テレ朝チャンネル）
  - 1989年10月1日　株式会社衛星チャンネル（2012年4月1日、テレビ朝日に吸収合併）により配信開始。
  - 1993年10月1日　委託放送開始（同年11月1日有料放送開始）。
- S-7ch（8ch）　CNN（現・CNNj）
  - 1989年7月4日　日本ケーブルテレビジョン（JCTV）により配信開始。
  - 1992年5月1日　有料放送開始。
- S-8ch（18ch）　ザ・ゴルフ・チャンネル
  - 1996年10月1日　JCTVにより委託放送開始。
- S-9ch（9ch）　MTV→Vibe(Bモード高音質放送)
  - 1990年4月1日　JCTVと日本番組供給株式会社が共同で、音楽＆スポーツ専門チャンネル「パワー・チャンネル」配信開始。
  - 1992年10月1日　ミュージック・チャンネル株式会社（現・エム・ティー・ヴィー・ジャパン株式会社）により「MTV」の有料放送開始。
- S-11ch（10ch）　スター・チャンネル　(現・BS10スターチャンネル)
  - 1989年9月　株式会社スター・チャンネルにより番組配信開始。
  - 1992年4月23日　委託放送開始（同年5月1日有料放送開始）。
- S-16ch（1ch）　ファミリー劇場
  - 1995年11月1日 サービス放送と試験放送を開始。
  - 1996年1月1日　委託放送開始。
- S-20ch（3ch）　スーパーチャンネル（現・スーパー!ドラマTV）
  - 1989年9月　株式会社スーパーチャンネル（現・スーパーネットワーク）により番組配信開始。
  - 1996年1月1日　委託放送開始。

※カッコ内のチャンネルは通信用チューナーで表示されるチャンネルで、S-××chは放送受信用チューナーで表示されるチャンネル。

### CS-PCM音声放送
- S-10ch　SOUND AIR P.J.／PCM CENTRAL
  - 1992年6月15日　株式会社ピーシーエムジャパン、「SOUND AIR P.J」サービス放送開始。
  - 1992年9月1日　ピーシーエムセントラル株式会社、「PCM CENTRAL」サービス放送開始（同年12月1日、有料放送開始）。
  - 1993年6月4日　放送終了。

## 通信サービス

### スカイポート通信サービス
※スカイポートTVに移行したチャンネルは除く。SUPERBIRD Aの故障時は、チャンネルごとにJC-SAT1とJC-SAT2に振り分けて代替した。
- 2ch　CSNエンタテイメントチャンネル→CSN1ムービーチャンネル（現・ムービープラス）
- 3ch （データ&独立音声）お天気チャンネルWX24 ※全国のCATV局向けに配信されていた。[2]
- 4ch　ncn 日本テレビケーブルニュース（現・日テレNEWS24）
- 4ch （独立音声）　RFI（ラジオフランス・インターナショナル）
  - 有線放送・「キャンシステム」向けの配信用回線として使用されていた。※Aモード独立音声側がRFIの音声で、主音声側は「ncn日本テレビケーブルニュース」の音声が送られていた。
- 11ch 自治体衛星通信機構（地方自治体向け高速FAX回線、映像通信回線）／星陵通信（回線リセール）
- 12ch 東京ガス（企業内通信）／星陵通信（回線リセール）
- 13ch JVSN1（日本映像ネットワーク、臨時回線）
- 14ch JVSN2（日本映像ネットワーク、中継用回線）
- 15ch グリーンチャンネル
- 16ch 自治体衛星通信機構（デジタル通信用回線）
- 17ch SCC-B テスト回線（ビデオサット1回線→SUPL回線）
- 18ch JCTV テスト回線（ビデオサット2回線→SUPL2回線）
- 19ch プレイボーイチャンネル
- 20ch ミサワバン1（B-MAC方式スクランブル）→ 企業内通信向け回線
- 21ch ミサワバン2（B-MAC方式スクランブル）→ 企業内通信向け回線
- 22ch キッズステーション／バンダイキャラネットTV（わくわくビーム／おたっくビーム）（ジャパンスペースリンク東京回線）
  - キッズステーションは1994年8月から1996年まで22chのトランスポンダを回線リセール形式で使用。
  - バンダイキャラネットTVは1994年10月、バンダイニューメディア事業部により配信開始。開局から1995年4月末までは「わくわくビーム」（5:59～9:59）と「おたっくビーム」（21:59～24:00）の2枠編成。その間（10:00～21:59）は「キッズステーション」（ネオサテライトビジョン／ジャパンスペースリンク東京の回線）が22chのトランスポンダを使用し配信をしていた。
  - 1995年5月以降、バンダイキャラネットTVは「わくわくビーム」枠を廃止、「おたっくビーム」を20:00～23:00に拡大。その後、1998年にディレクTV「アニメシアターX」（AT-X）に移行統合された。
- 23ch　TVKスーパーステーション → Ch-YOKOHAMA → Ch-Y → YOKOHAMAベイサイドTV（星陵通信川崎／大手町／青山回線）
  - 1995年5月1日、テレビ神奈川（TVK）・三菱商事・電通により全国各地13局のCATV向けに配信を開始（試験配信開始は1995年2月11日）。1998年、ディレクTVの「YOKOHAMAベイサイドTV」に移行。試験配信時の局名は「TVKスーパーステーション」(地上波TVKをアンテナで受信して再送信)で、一部の放送番組（競馬中継など）はお天気カメラなどのフィラー映像に自動で差し替えられて配信されていた。